# Куфалджа
Куфалджа (на турски: Mutlu) е село в Източна Тракия, Турция, Вилает Лозенград.

## География
Селото се намира на 13 км северно от Бабаески.

## История
В XIX век Куфалджа е българско село в Бабаескийска кааза на Одринския вилает на Османската империя. Според „Етнография на вилаетите Адрианопол, Монастир и Салоника“, издадена в Константинопол в 1878 година и отразяваща статистиката на населението от 1873 година, Куфалджа (Coufaldja) има 31 домакинства и 20 жители мюсюлмани и 128 българи.
Според статистиката на професор Любомир Милетич в 1912 година в селото живеят 20 български патриаршистки семейства, смесени с турци.
При избухването на Балканската война в 1912 година един човек от Куфалча е доброволец в Македоно-одринското опълчение.

## Личности
Родени в Куфалджа
- Яне (Яни) Костов, македоно-одрински опълченец, 2 рота на лозенградската партизанска дружина, 12 лозенградска дружина, носител на орден „За храброст“ IV степен[4]